# Michael Adams (homme politique)
Pour les articles homonymes, voir Michael Adams (homonymie) et Adams.
Michael Adams (né en 1845 et mort en 1899) est un avocat et un homme politique canadien du Nouveau-Brunswick.

## Biographie
Michael Adams est né le 13 août 1845 à Douglastown. Après des études de Droit, il entre au Barreau du Nouveau-Brunswick le 14 octobre 1868 et est nommé au Conseil de la Reine en février 1891.
Il est élu à l'Assemblée législative du Nouveau-Brunswick du 1er juin 1870 au 1er juin 1874 en tant que député conservateur du Comté de Northumberland, puis du 1er juin 1878 jusqu'en 1887. 
Adams se lance ensuite en politique fédérale et, après une défaite aux élections de 1887, il est finalement élu député de la circonscription de Northumberland le 5 mars 1891.
Il démissionne toutefois peu de temps après pour être nommé le 7 janvier 1896 au Sénat sur avis de Mackenzie Bowell. Il est mort en fonction le 1er janvier 1899. 